# Olga von Luckwald

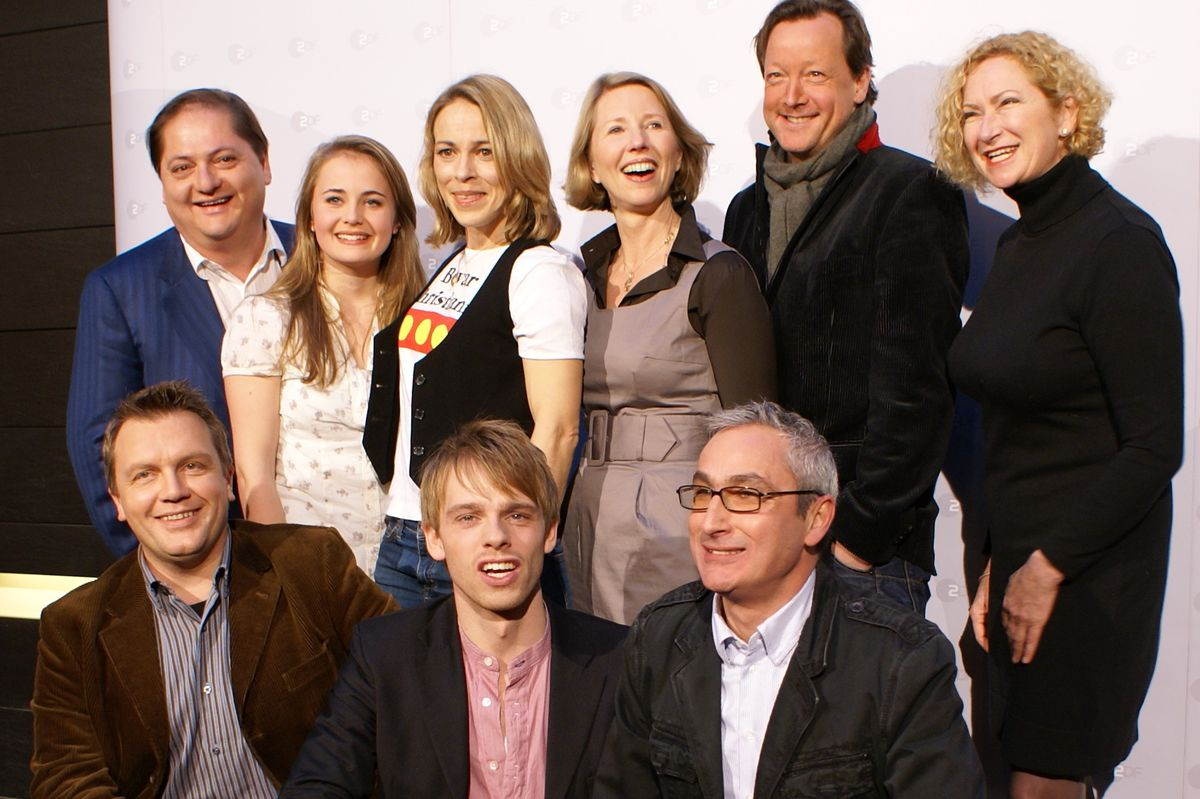
Olga von Luckwald (oben, zweite von links) mit dem Cast von Ein Mann, ein Fjord!

Olga von Luckwald (* 5. Oktober 1991 in Köln) ist eine deutsche Schauspielerin.

## Ausbildung
Olga von Luckwald absolvierte von 2013 bis 2017 ihre Ausbildung an der Schauspielschule Bayerische Theaterakademie August Everding in München.
Im Fernsehen war sie erstmals in der Fernsehserie Tiere bis unters Dach (2009) zu sehen. Ihre bislang bekannteste Rolle hatte sie im selben Jahr in der Filmkomödie Ein Mann, ein Fjord! von Hape Kerkeling. In Der Sternenfänger spielte sie die weibliche Hauptrolle. Eine weitere Serienrolle hatte sie als Lilli Friedrich in Countdown – Die Jagd beginnt. In der Komödie Vater aus heiterem Himmel spielte sie die pubertierende 15-Jährige, die auf der Suche nach ihrem Vater in das geordnete Leben des Staatsanwalts Dr. Martin Rogalla (gespielt von Fritz Wepper) einbricht.
In der ZDF-Krimiserie Die Chefin verkörpert sie seit Februar 2012 die Tochter der Titelfigur Vera Lanz, gespielt von Katharina Böhm. Von 2017 bis 2019 war sie im Ensemble des Kieler Theaters engagiert.

## Filmografie (Auswahl)
- 2009: Tiere bis unters Dach (2 Folgen)
- 2009: Ein Mann, ein Fjord!
- 2009: Der Sternenfänger
- 2010: Countdown – Die Jagd beginnt
- 2010: Der letzte Bulle – Ich habe sie alle gehabt
- 2010, 2013: Alle Jahre wieder (4 Folgen)
- 2010: Das Glück kommt unverhofft
- 2010: Alarm für Cobra 11 – Die Autobahnpolizei – Der Angriff
- 2010: Inga Lindström – Prinzessin des Herzens
- 2010: Vater aus heiterem Himmel
- 2011: Tatort – Altes Eisen
- 2011: Schweigen ist Gold (Kurzfilm)
- 2012: Dann kam Lucy
- 2012–2021: Die Chefin (Fernsehserie, 30 Folgen)
- 2012: Geliebtes Kind
- 2012: Emilie Richards – Spuren der Vergangenheit
- 2012: Mord mit Aussicht – Der Schandbaum
- 2013: Marie Brand und die offene Rechnung
- 2013: Wie Tag und Nacht
- 2013–2016: Die LottoKönige (3 Folgen)
- 2014: Doktorspiele
- 2014: SOKO München – Der Turm
- 2015: Abschussfahrt
- 2015: Inspektor Jury – Mord im Nebel
- 2016–2022: Die Eifelpraxis (13 Folgen)
- 2016: UFO – Es ist hier
- 2016: Rentnercops – Niemals geht man so ganz
- 2020: Big Dating (8 Folgen)
- 2021: Faltenfrei (Fernsehfilm)
- 2021: Start the fck up (Comedyserie)
- 2022: Ach du Scheiße!
- 2023: Friesland: Artenvielfalt (Fernsehreihe)
- 2023: De stamhouder (niederländische Fernsehserie, 8 Folgen)
- 2023: Mein Falke (Fernsehfilm)
- 2024: Push (6 Folgen)
- 2025: Die Vorkosterinnen (Le assaggiatrici)

## Hörspiele
- 2021: Caiman Club von Stuart Kummer und Edgar Linscheid (Lobbyismus-Thriller-Serie), WDR[4]
- 2022: GRЁUL. Die Legende erwacht von Stuart Kummer und Edgar Linscheid (Fantasy-Horror-Serie), WDR[5]
- 2023: 12 Nächte von Leonie Below (Mystery-Serie über die Raunächte), WDR[6]
- 2024: GRЁUL 2 - Die Legende lebt von Edgar Linscheid und Stuart Kummer (Fantasy-Serie), WDR[7]